# Щавель пірамідальний
Щавель пірамідальний (Rumex thyrsiflorus) — вид рослин родини гречкові (Polygonaceae), поширений у Європі й помірній і субарктичній Азії.

## Опис
Багаторічна трава 30–80(100) см заввишки. Корінь стрижневий, міцний. Стебло голе, розгалужується від суцвіття. Листки без волосся. Черешок базальних листків досить довгий. Листова пластина у 2–5 разів більша в довжину ніж ушир. Стеблові листки чергуються, майже безчерешкові.
Суцвіття — пірамідальна китиця. Квіти малі, одностатеві; тичинок 6. Внутрішні листочки оцвітини при плодах 3–3.5 мм завдовжки. Горішки коричневі, круглуваті, трикутні, блискучі.

## Поширення
Поширений у Європі й помірній і субарктичній Азії. Населяє луки, узбіччя доріг, подвір'я, широколистяні ліси, краї струмків.
В Україні вид зростає на заплавних луках, по схилах, на вологих солончакових місцях — майже на всій території (можливо, крім гірських районів).

## Галерея

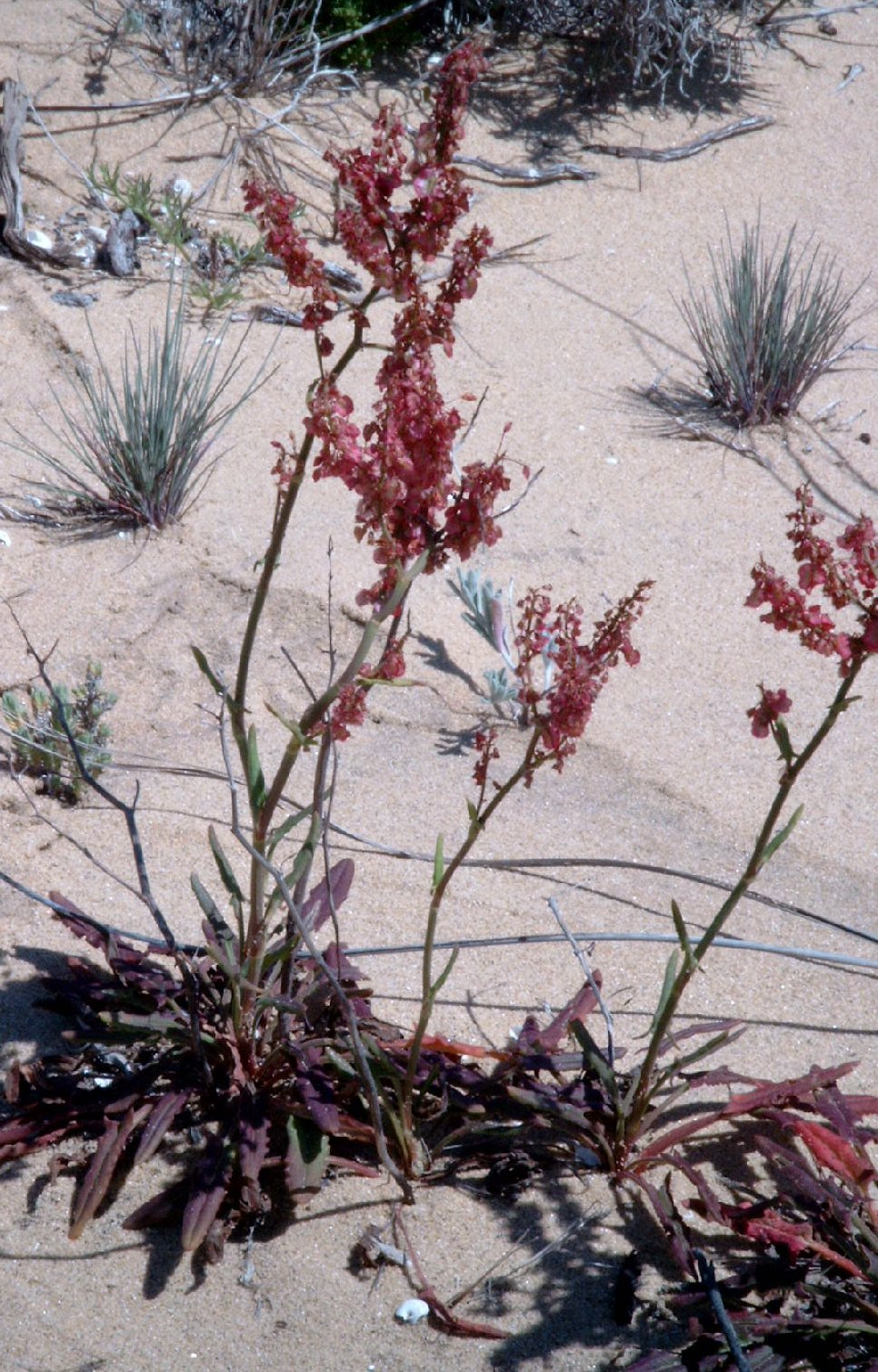
загальний вигляд
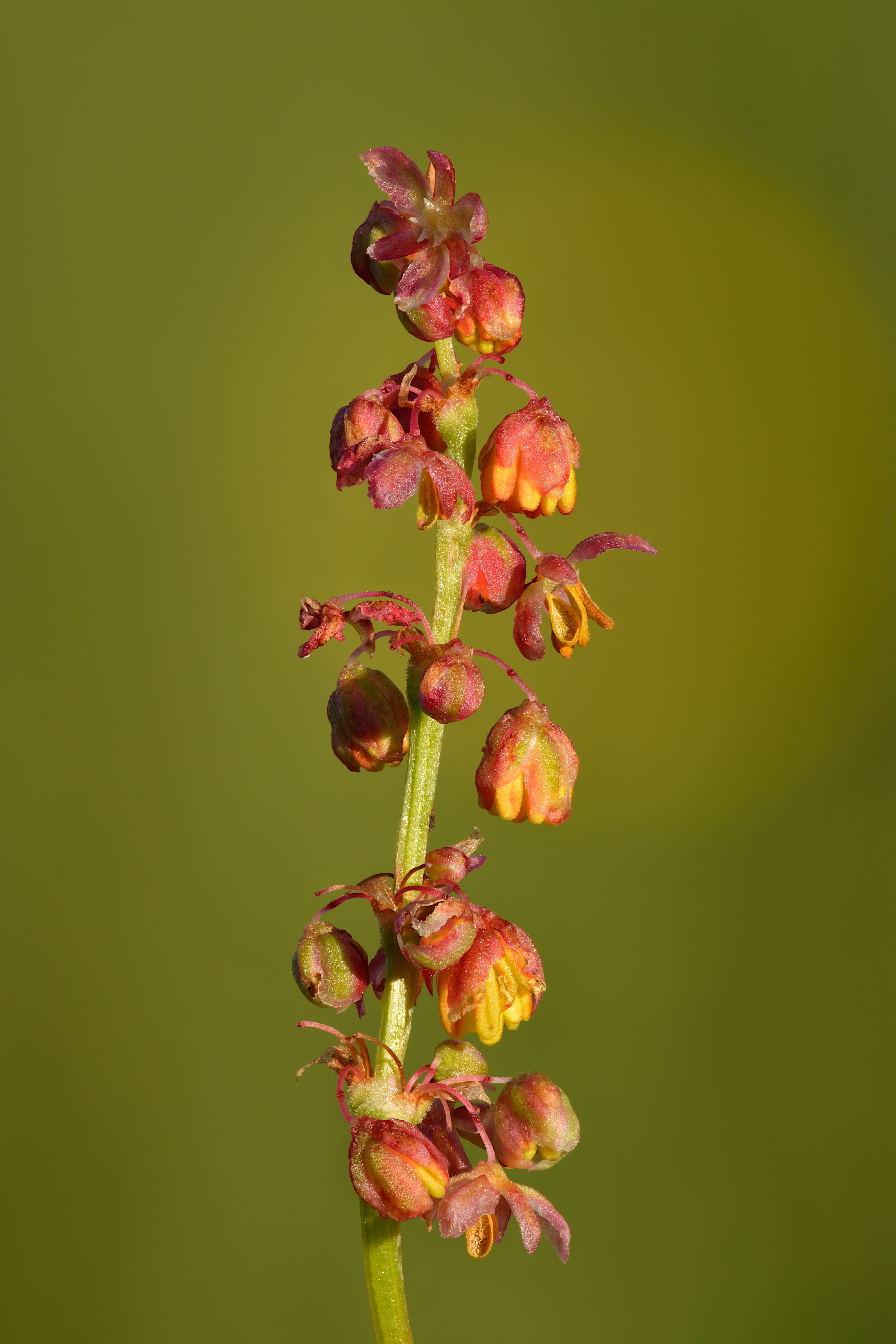
суцвіття
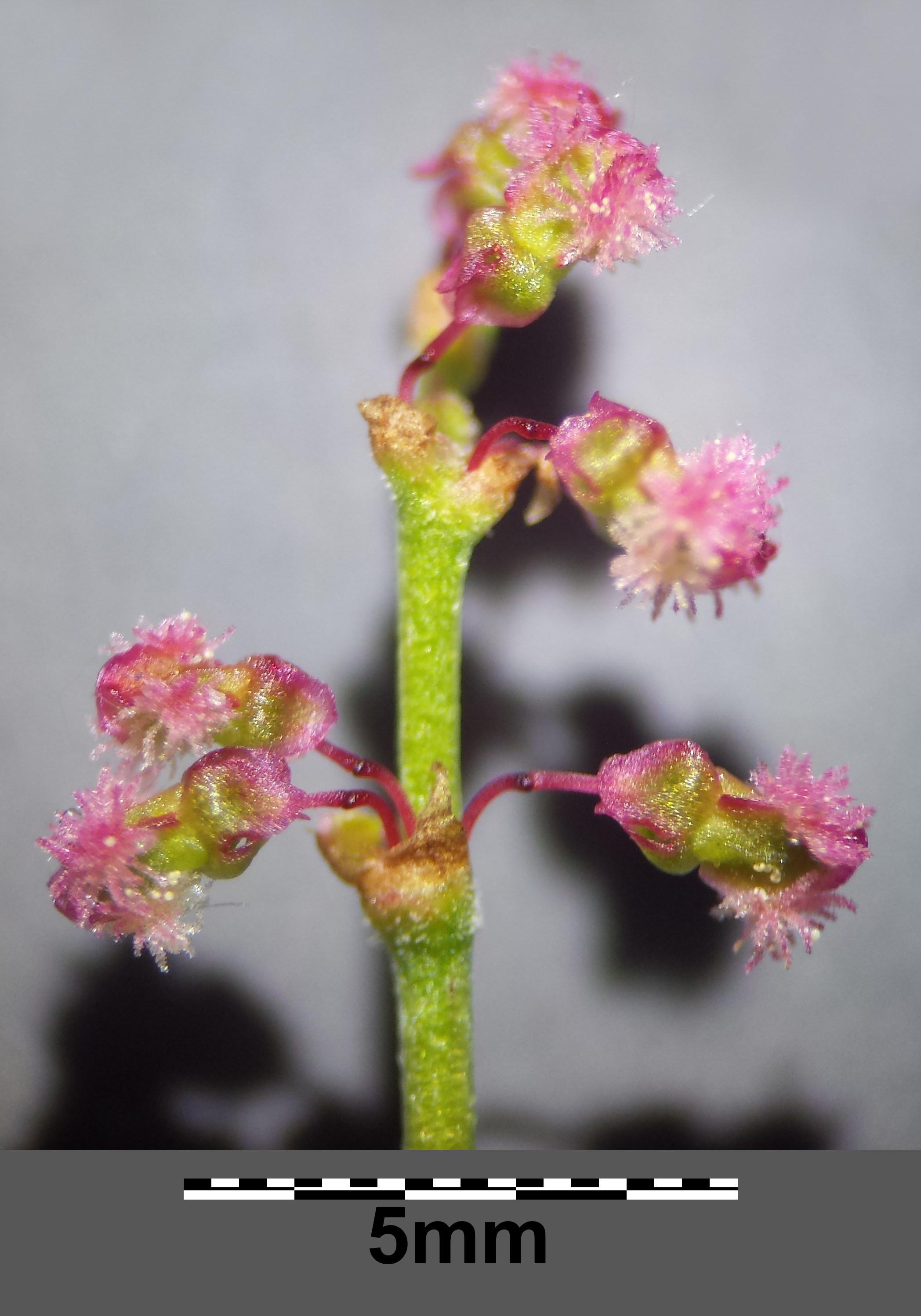
суцвіття
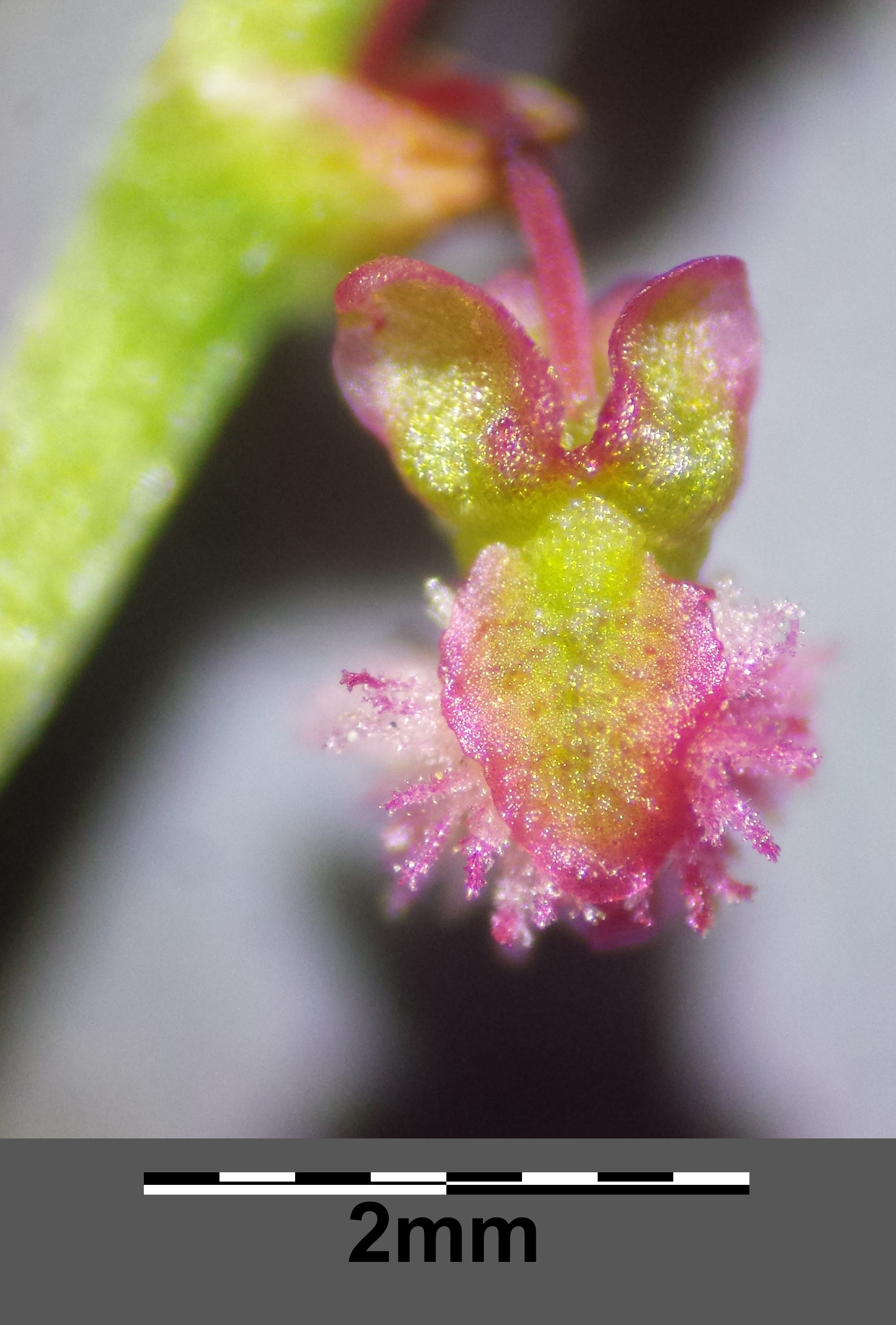
квітка